# Монк, Уильям
Уильям Монк (англ. William Monk; 1863, Честер — 1937) — английский художник, офортист и гравёр.
Уильям Монк родился в Честере, в семье оружейника Уильяма Генри Монка. Он изучал живопись в Честерской школе искусств, а офорт — в Королевской академии изящных искусств в Антверпене, Бельгия.

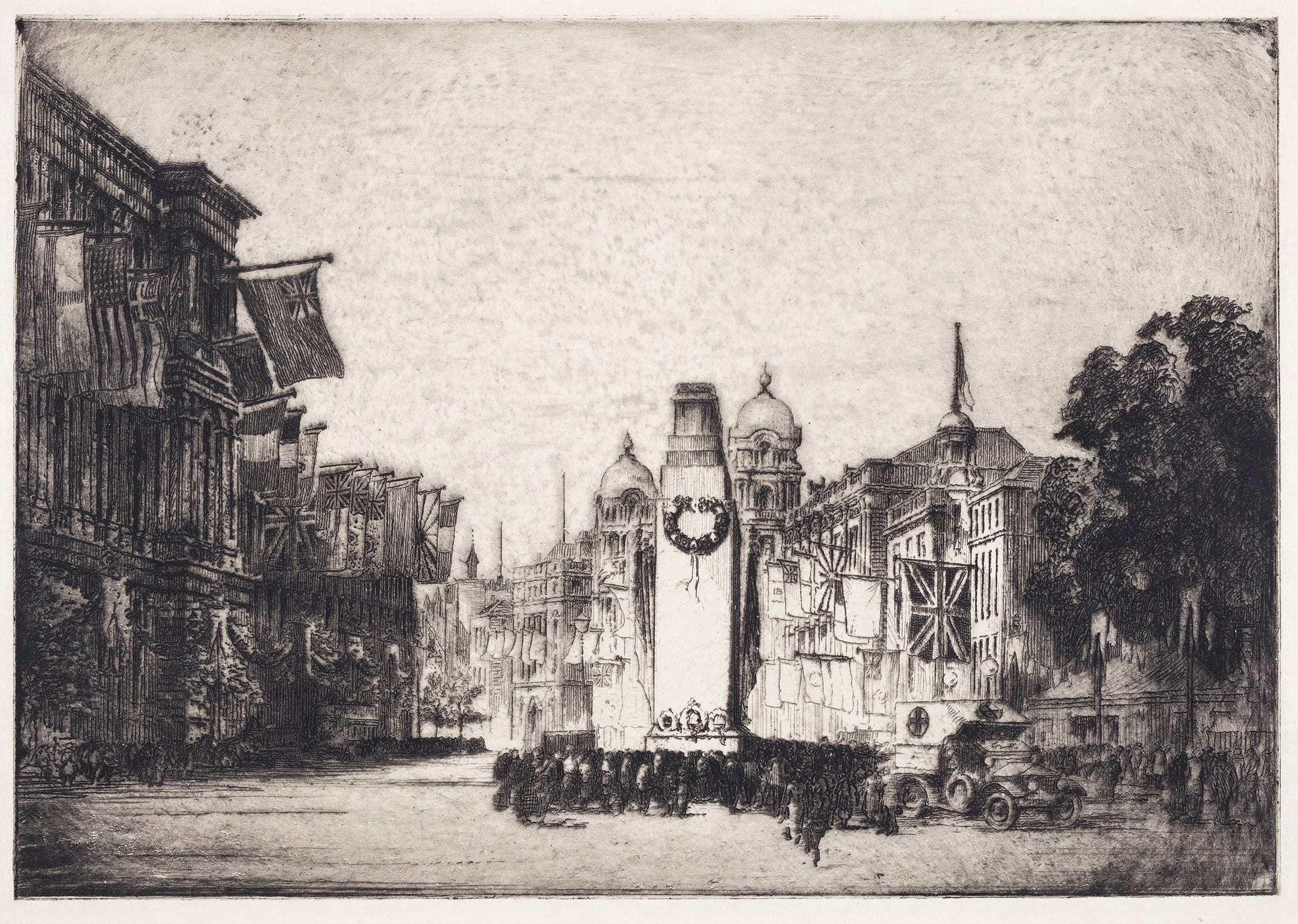
Офорт Монка, изображающий временный кенотаф в память о погибших в сражениях Первой мировой войны в Уайтхолле, Лондон, в 1919 году, опубликованный в его календаре на 1920 год.

С 1884 года Монк был членом-корреспондентом Королевского общества художников, офортистов и гравёров, а в 1899 году его избрали действительным членом (R.E.).
С 1892 года Монк жил в Лондоне, где с 1903 года издавал «Calendorium Londonense» или «Лондонский альманах» со своими иллюстрациями. Издательство Mander Brothers опубликовало серию его работ в виде календарей в 1920-х и 1930-х годах. 
С 1894 по 1933 году Монк регулярно выставлял свои работы на ежегодных выставках Королевской академии художеств. В 1933 году художник вернулся в Честер.
Работы Уильяма Монка хранятся в Британском музее, Музее Виктории и Альберта и Имперском военном музее (все — в Лондоне). 

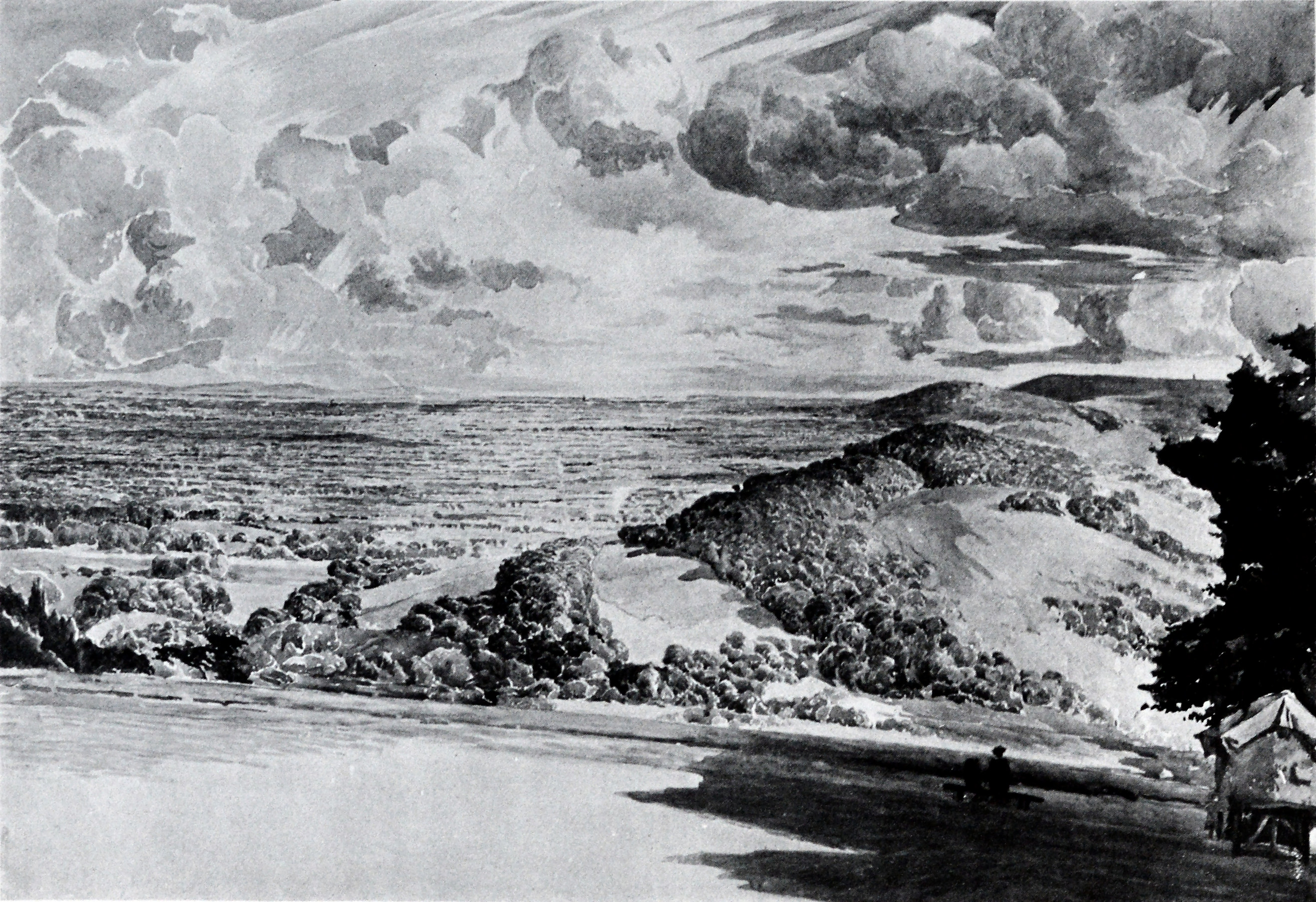
Вид из окна швейцарского коттеджа Уильяма Монка. Офорт, опубликованный в журнале «The Art Journal» (февраль 1910, стр. 35).

В 2013 году в музее Гровенора, Честер, прошла персональная выставка работ Монка: «Видение Англии: Гравюры Уильяма Монка».